# Antonio López de Santa Anna
Antonio de Padua María Severino López de Santa Anna y Pérez de Lebrón (Xalapa, 21 de fevereiro de 1794 – Cidade do México, 21 de junho de 1876), conhecido mais como Santa Anna ou López de Santa Anna, e apelidado de "o Napoleão do Oeste", foi um político e militar mexicano, que influenciou consideravelmente o governo e a trajetória do seu país no século XIX.

## Carreira
Santa Anna inicialmente se opôs à independência do México da Espanha, mas depois lutou por ela. Ele foi um dos primeiros e principais líderes militares da nova nação mexicana.
Santa Anna passou então a exercer grande influência no México no começo do século XIX; serviu como general e presidente do país durante uma carreira turbulenta de 40 anos, incluindo onze não consecutivos mandatos em um período de 22 anos. Um rico proprietário de terras, ele firmou uma boa base política na região de Veracruz. Santa Anna era venerado por suas tropas e, como um nacionalista, queria glória para si mesmo e para o país. Ele foi um dos responsáveis por reconstruir o exército mexicano. Um político habilidoso e um corajoso general, o período que dominou a vida pública mexicana ficou conhecido como a "Era de Santa Anna."
Alguns historiadores modernos criticam sua figura autoritária e megalomaníaca. Ele lançou várias campanhas militares desastrosas, como uma tentativa fracassada de sufocar a Revolução Texana de 1836, que culminou na Cessão Mexicana de 1848 após uma grande derrota na Guerra Mexicano-Americana. Faleceu venerado por uns e odiado por outros, com um legado controverso mas ainda assim se firmou como uma figura proeminente da história do México.